# Hahnia tuybaana
Hahnia tuybaana là một loài nhện trong họ Hahniidae.
Loài này thuộc chi Hahnia. Hahnia tuybaana được Alberto Barrion & James A. Litsinger miêu tả năm 1995.